# ニューヨーク州議会
ニューヨーク州議会（ニューヨークしゅうぎかい、英語: New York State Legislature）はアメリカ合衆国ニューヨーク州の立法府である。州議会は、上院と下院で構成される両院制の議会である。ニューヨーク州憲法では、両院の任期を定めておらず、「州議会の権限は上院と下院に属する」とだけ述べている。
州議会で可決された会期法は、ニューヨーク州法として公式に発行される。一般的な性質を持つニューヨーク州の恒久的な法律は、ニューヨーク州法典にまとめられている。2021年1月現在、州議会は民主党が上下両院で過半数を占めている。また、ニューヨーク州議会は全米で最も報酬の高い州議会である。
立法府の選挙は、偶数年の11月に行われる。州議会議員と上院議員の任期はいずれも2年である。
いずれかの議会の議員になるためには、アメリカ合衆国の市民権を持ち、選挙の時点でニューヨーク州に少なくとも5年以上居住し、選挙区に少なくとも1年以上居住していなければならない。
下院は150人の議員で構成され、各議員は1人区の選挙区から選出される。州憲法では上院議席数を変動させることを認めている。2014年現在、上院議席数は63議席である。

## 役職
州議会は、下院が下院議長、上院が上院議長（ニューヨーク州副知事）が主宰する。副知事は上院議長として、可否同数の場合、均衡を破る決定票を投じることができる。多くの場合、上院は仮議長、または多数党院内総務が指名した上院議員が主宰する。
下院議長と上院多数党院内総務は、それぞれの議会の委員会や役職の割り当て、議題の管理を掌握している。この2人は州全体に影響力を持つ有力者と見なされており、ニューヨーク州知事とともにニューヨーク州の州政の議題のほとんどを管理している。

## 法案起草および調査
立法法案起草委員会（LBDC）は、法案起草の支援、提案された法案の合憲性、整合性、効果に関する助言、調査の実施、ニューヨーク州法などの州議会の文書の出版と管理を行っている。LBDCは、上院仮議長と下院議長が共同で任命する2人の委員、すなわち総務担当委員と業務担当委員で構成される。

## 政党構成
2018年の選挙では、民主党が州上院の多数派となり、州下院でも過半数を増やした。2019年から2020年の議会開始時点で、上院の民主党会派は63議席中39議席、下院の民主党会派は150議席中106議席を占めていた。民主党の上院議員シムチャ・フェルダーが上院の民主党会派に再加入したことにより、上院の民主党会派の議席数は40議席に増加した。

## 憲法上の権限
州議会には法律を制定する権限があるが、法案に対して知事が拒否権を行使できる。ただし、各院で3分の2以上の賛成票があれば、拒否権は州議会によって覆すことができる。さらに、州議会は過半数の賛成票と選挙後の再過半数の賛成票によって、ニューヨーク州憲法改正案を提出する権限を持つ。改正案が提出された場合、住民投票で有権者の過半数が賛成すれば、改正案は有効となる。

## 歴史
ニューヨーク州議会は、その歴史の中で幾度も汚職スキャンダルに揺れてきた。 ブラックホース騎兵団事件や運河リング事件などがその一例である。
1840年代、ニューヨーク州はフィールド法典を制定し、米国で最初の民事訴訟手続き改革の大波を起こした。この法典は、他の26州でも同様の法典の制定を触発し、この法典が作り出した民事訴訟手続きのシステムを表す「コード・プレディング」という言葉を生み出した。
1917年に共和党員エドワード・A・ジョンソンが、初めてアフリカ系アメリカ人として州議会に選出された。1919年には、共和党員アイダ・サミスと民主党員メアリー・リリーが、初めて女性として州議会に選出された。1955年には、アフリカ系アメリカ人女性として初めてベッシー・A・ブキャナンが州議会に選出された。
1920年には、アメリカ社会党に所属していた5人の議員が除名された。
2008年、合衆国最高裁判所が州議会が制定した法律の合憲性を渋々認めた際、ジョン・ポール・スティーブンス判事は、賛成意見の中で次のように述べた。「私が尊敬する元同僚サーグッド・マーシャルが何度も言っていたのを思い出す。憲法は州議会が愚かな法律を制定することを禁じてはいない」。
ニューヨーク州議会の議員たちは、不倫などの不祥事や恥ずかしい行為について沈黙を守るという非公式の誓約を守っていると言われている。

## 現在の議会指導部

### 上院
- 上院議長: Antonio Delgado
- 多数派院内総務r: Andrea Stewart-Cousins
- 少数派院内総務: Rob Ortt

### 下院
- 下院議長: Carl Heastie
- 多数派院内総務: Crystal Peoples-Stokes
- 少数派院内総務: William A. Barclay

## 参考書籍
- “Compiling the Legislative History of a New York State Law”.  New York State Library. 2005年12月29日時点のオリジナルよりアーカイブ。2014年6月20日閲覧。